# Trittico di Ognissanti
Il Trittico di Ognissanti è un dipinto a tempera e oro su tavola (144x194 cm) di Bernardo Daddi, firmato e datato 1328, e conservato nella Galleria degli Uffizi a Firenze.

## Storia
Il trittico, già nella chiesa di Ognissanti, è menzionato per la prima volta da Cavalcaselle nel 1864. La firma "Bernardus" ha fatto pensare anche a un'opera di Nardo di Cione, ma l'identificazione con Bernardo Daddi, risalente al Passerini e al Milanesi, è diventata poi indiscussa.
La data 1328 ne fa l'opera più antica conosciuta del pittore, già capace di produrre uno stile maturo derivato dall'esempio di Giotto, simile ad altri artisti contemporanei come il Maestro della Santa Cecilia.

## Descrizione e stile
Tre pannelli ogivali mostrano a mezza figura la Madonna col Bambino (al centro), San Matteo (a sinistra) e San Nicola di Bari (a destra). I santi sono rappresentati senza notazioni ambientali su un fondo oro semplice, che ne esalta la monumentalità e la plasticità, secondo l'esempio giottesco. Nelle cuspidi, intagliate e dorate, sono inseriti tre piccoli tondi: due angeli e il Redentore al centro.
La figura della Madonna mostra ancora una certa rigidità, superata in opere successive, con il Bambino tenuto in braccio senza peso che con una mano afferra un lembo della veste della Vergine, con un gesto di tenera familiarità. Particolarmente ricca è la decorazione della veste, della mitria, del bastone pastorale e del libro di san Nicola.